# Essenbach
Essenbach là một đô thị thuộc huyện huyện Landshut, bang Bavaria, Đức. Đô thị Essenbach có diện tích 83,57 km², dân số thời điểm ngày 31 tháng 12 năm 2006 là 11.027 người. Đô thị này có cự ly 9 km về phía đông bắc Landshut.